# Franciscus Caracciolo

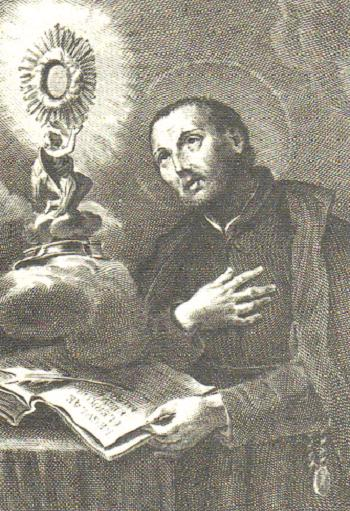
Franciscus Caracciolo

De heilige Franciscus Caracciolo (Villa Santa Maria, 1563 - Agnone, 4 juni 1608) was de stichter van de Orde der Mindere Reguliere Clerici.

## Leven
Franciscus, in zijn jeugd Ascanius geheten, werd geboren in Villa Santa Maria in de Abruzzen uit het adellijke geslacht Caracciolo. Tijdens een zware ziekte in zijn jeugd besloot hij zijn leven in dienst te stellen van God en de naasten. Daarom trok hij naar Napels en na zijn priesterwijding wijdde hij zich geheel aan het gebed en aan de zielzorg. Ter dood veroordeelden konden altijd op zijn steun rekenen. Hij sloot zich aan bij Johannes Augustinus Adorno en zijn broer Fabricius Caracciolo en stichtte de orde van de Mindere Reguliere Clerici. Naast de drie gebruikelijke geloften van armoede, gehoorzaamheid en zuiverheid, moesten zij beloven niet naar kerkelijke waardigheden te streven. Na de dood van Adorno bestuurde Franciscus deze orde en verbreidde haar over Italië en Spanje. Voor de Eucharistie had hij zo'n vurige liefde dat hij bijna hele nachten in aanbidding doorbracht. Hij stelde vast dat deze vrome praktijk altijd het waarmerk van zijn orde moest blijven. 
Hij overleed 44 jaar oud op 4 juni 1608 te Agnone in de Abruzzen aan een slopende koorts. 

## Verering
Het lichaam van Franciscus Caracciolo werd na zijn overlijden overgebracht naar de kerk van zijn orde in Napels. Hij werd heilig verklaard in 1807. Zijn gedenkdag is op 4 juni.